# Аракелян Артур Тигранович
Артур Тигранович Аракелян (нар. 20 лютого 2000) — український футболіст вірменського походження, півзахисник «Чайки».

## Життєпис
Напередодні старту сезону 2019/20 років підписав контракт з «Оболонь-Бровар», проте був відправлений набиратися досвіду у другу команду клубу. Дебютував за «Оболонь-Бровар-2» 4 серпня 2019 року в переможному (2:1) домашньому поєдинку 2-о туру групи А Другої ліги проти чернівецької «Буковини». Артур вийшов на поле на 67-й хвилині, замінивши Владислава Ульянченка. Станом на 11 листопада 2019 року зіграв 6 матчів у Другій лізі.